# کوسالار (خواجه‌لی)
کوسالار (به لاتین: Kosalar) یک منطقه مسکونی در جمهوری آذربایجان است که در شهرستان خواجه‌لی واقع شده است.